# Petr Pála
Petr Pála (ur. 2 października 1975 w Pradze) – czeski tenisista.

## Kariera tenisowa
Karierę zawodową Pála rozpoczął w 1993 roku, a zakończył w 2009 roku.
Sukcesy odnosił głównie jako deblista wygrywając siedem tytułów rangi ATP World Tour i osiągając dziesięć finałów. W 2001 roku został finalistą Rolanda Garrosa, gdzie tworzył parę z Pavelem Víznerem. Spotkanie o tytuł Czesi przegrali z Hundusami Maheshem Bhupathim i Leanderem Paesem. W tym samym sezonie debel Pála-Vízner dotarł do finału zawodów ATP Finals w Bangalore ponosząc porażkę z finałowym pojedynku z parą Ellis Ferreira–Rick Leach.
W rankingu gry pojedynczej Pála najwyżej był na 286. miejscu (24 czerwca 1996), a w klasyfikacji gry podwójnej na 10. pozycji (6 sierpnia 2001).

### Finały w turniejach ATP World Tour
| Legenda                                      |
| -------------------------------------------- |
| Wielki Szlem                                 |
| Igrzyska olimpijskie                         |
| Tennis Masters Cup / ATP Finals              |
| ATP Masters Series / ATP Tour Masters 1000   |
| ATP International Series Gold / ATP Tour 500 |
| ATP International Series / ATP Tour 250      |

#### Gra podwójna (7–10)
| Końcowy wynik | Nr  | Data                 | Turniej            | Nawierzchnia  | Partner         | Przeciwnicy                    | Wynik finału             |
| ------------- | --- | -------------------- | ------------------ | ------------- | --------------- | ------------------------------ | ------------------------ |
| Finalista     | 1.  | 15 sierpnia 1999     | San Marino         | Ceglana       | Pavel Vízner    | Lucas Arnold Ker Mariano Hood  | 3:6, 2:6                 |
| Finalista     | 2.  | 22 października 2000 | Szanghaj           | Twarda        | Pavel Vízner    | Paul Haarhuis Sjeng Schalken   | 2:6, 6:3, 4:6            |
| Finalista     | 3.  | 26 listopada 2000    | Sztokholm          | Twarda (hala) | Pavel Vízner    | Mark Knowles Daniel Nestor     | 3:6, 2:6                 |
| Finalista     | 4.  | 25 lutego 2001       | Rotterdam          | Twarda (hala) | Pavel Vízner    | Jonas Björkman Roger Federer   | 3:6, 0:6                 |
| Zwycięzca     | 1.  | 27 maja 2001         | Sankt Pölten       | Ceglana       | David Rikl      | Jaime Oncins Daniel Orsanic    | 6:3, 5:7, 7:5            |
| Finalista     | 5.  | 9 czerwca 2001       | French Open, Paryż | Ceglana       | Pavel Vízner    | Mahesh Bhupathi Leander Paes   | 6:7(5), 3:6              |
| Finalista     | 6.  | 4 listopada 2001     | Bangalore          | Twarda        | Pavel Vízner    | Ellis Ferreira Rick Leach      | 7:6(6), 6:7(2), 4:6, 4:6 |
| Finalista     | 7.  | 4 maja 2002          | Monachium          | Ceglana       | Pavel Vízner    | Petr Luxa Radek Štěpánek       | 0:6, 7:6(4), 9–11        |
| Zwycięzca     | 2.  | 26 maja 2002         | Sankt Pölten       | Ceglana       | David Rikl      | Mike Bryan Michael Hill        | 7:5, 6:4                 |
| Finalista     | 8.  | 25 sierpnia 2002     | Long Island        | Twarda        | Pavel Vízner    | Mahesh Bhupathi Mike Bryan     | 3:6, 4:6                 |
| Zwycięzca     | 3.  | 23 maja 2004         | Sankt Pölten       | Ceglana       | Mariano Hood    | Tomáš Cibulec Leoš Friedl      | 3:6, 7:5, 6:4            |
| Finalista     | 9.  | 13 czerwca 2004      | Halle              | Trawiasta     | Tomáš Cibulec   | Leander Paes David Rikl        | 2:6, 5:7                 |
| Finalista     | 10. | 10 października 2004 | Tokio              | Twarda        | Jiří Novák      | Jared Palmer Pavel Vízner      | 1:5 krecz                |
| Zwycięzca     | 4.  | 31 lipca 2005        | Umag               | Ceglana       | Jiří Novák      | Michal Mertiňák David Škoch    | 6:3, 6:3                 |
| Zwycięzca     | 5.  | 8 stycznia 2006      | Ćennaj             | Twarda        | Michal Mertiňák | Prakash Amritraj Rohan Bopanna | 6:2, 7:5                 |
| Zwycięzca     | 6.  | 15 października 2006 | Wiedeń             | Twarda (hala) | Pavel Vízner    | Julian Knowle Jürgen Melzer    | 6:4, 3:6, 12–10          |
| Zwycięzca     | 7.  | 20 lipca 2008        | Umag               | Ceglana       | Michal Mertiňák | Carlos Berlocq Fabio Fognini   | 2:6, 6:3, 10–5           |